# Spongia fimbriata
Spongia fimbriata är en svampdjursart som beskrevs av Jean-Baptiste Lamarck 1814. Spongia fimbriata ingår i släktet Spongia och familjen Spongiidae. Inga underarter finns listade i Catalogue of Life.